# Mordekhaï Eliyahou
Le Rav Mordekhaï Tzemah Eliyahou (hébreu : מרדכי אליהו), né le 12 mars 1928 à Jérusalem et mort le 7 juin 2010, est un rabbin israélien.
Juge rabbinique et décisionnaire en matière de loi juive, il a occupé la position de grand-rabbin séfarade d'Israël de 1983 à 1993.

## Biographie

### Jeunes années
Eliyahou est né dans la Vieille Ville de Jérusalem, de Mazal et Rabbi Salman Eliahou, un kabbaliste bien connu de Jérusalem et de la communauté juive irakienne. Âgé de 11 ans, il devient orphelin de son père. Sa mère est la sœur de Rabbi Yehouda Tsedaka et la petite-fille du Ben Ich Haï. Son enseignement toranique se fait dans divers yeshivas, mais surtout à la Yeshiva Porat Yossef de rabbi Ezra Attiya (en), de Rabbi Tsédaka Houtsin et servit plusieurs années le rav Avraham Yshayaou Karlitz  auteur du Hazon Ish. Il termine ses études au beith-amidrach pour rabbins et juges rabbiniques du Rav Itshak Nissim.
Durant la guerre israélo-arabe de 1948 il fait partie d'un groupe de jeunes qui aide les forces israéliennes en établissant des tranchées et des fortifications. En mai 1951, il est un  des idéologues et des fondateurs de Brit HaKanaim (en), une organisation religieuse qui cherche à imposer l'enseignement religieux dans l'État d'Israël et d'établir un état de la Halakha. Il est arrêté et condamné à 10 mois de prison pour des activités dans lesquelles il a participé en sa qualité de membre du groupe.

### Rabbin
En 1960, Eliyahou devient le plus jeune juge rabbinique jamais élu en Israël. Il est nommé le grand rabbin de Beersheba pour quatre ans, puis servit à Jérusalem avant d’être nommé, cinq ans plus tard, au sein du Tribunal rabbinique suprême.

#### Grand rabbin
En 1983, il est élu grand-rabbin séfarade d’Israël, à la suite du rav Ovadia Yossef.  Il reste en poste jusqu’en 1993 et c’est le rav Eliahou Bakchi Doron qui lui succède. Les activités du Rav Eliyaou au grand rabbinat d’Israël s’étendent à de nombreux domaines. Il s’applique à multiplier les conférences auprès de non pratiquant, dans les moshav, les kibboutz et les écoles non religieuses. Il se déplace  également à l'étranger, soutenant les chefs de communauté dans leur lutte contre l’assimilation, et en montant un plan d'action pour renforcer l’observation du chabbat, l’éducation des enfants et la pureté familiale.
Il appelle les juifs de diaspora à monter en Israël. Après qu’il a quitté ses fonctions, il devient le maître spirituel du public sioniste religieux aux côtés de son ancien collègue, le Rav Avraham Shapira.

### Décès
Le rav Eliyahou  souffre d'une affection cardiaque. Le 24 août 2009, il s'effondre à son domicile et est transporté à l'hôpital inconscient. Il décède le 7 juin 2010 au centre médical Shaare Zedek de complications liées à sa condition cardiaque. Environ 200 000 personnes assistent à ses funérailles à Jérusalem.

## Œuvre
Il  travaille pour la préservation du rite de la communauté juive irakienne et des avis du Ben Ich Haï, et s'oppose à la tentative du Rav Ovadia Yosef d'imposer un rite « uniforme séfarade israélienne », rite basé sur le Choulhan Aroukh et ses opinions halakhiques. Il publie un livre de prières, le Qol Eliyahu fondée sur cette position.

## Controverses
Au cours de l'expulsion de Gaza, il a exhorté les juifs orthodoxes à ne pas  participer ou faciliter l'expulsion des Juifs de Gaza. Eliyahu a déclaré plus tard qu'il n'appelait pas les soldats à désobéir.
En janvier 2005, le Rav Mordehai Eliyahu a déclaré que le tsunami du 26 décembre 2004 était une « punition divine » contre les gouvernements d'Asie qui ont soutenu le retrait de Gaza. En mai 2007, il a écrit une lettre au Premier ministre d'Israël Ehud Olmert, où il affirmait «il nous est interdit de mettre en danger(de mort) la vie même d'un seul civil ou d'un seul soldat à cause du doute de toucher des civils qui soutiennent le terrorisme".
En 2007, à la veille du Jour de l'Holocauste, dans une interview accordée à la station de radio haredi « Kol Haemet », lorsqu'on lui a demandé quel était le péché des six millions de personnes qui ont péri dans l'Holocauste, il a répondu : « Ces gens étaient innocents, mais les réformateurs de la religion ont commencé en Allemagne, et parce qu'il est dit que la colère de Dieu ne fait pas de distinction entre les justes et les méchants, ce qui fut fait. »